# 贾久民
贾久民（1912年11月7日—1996年），男，山西代县人，中华人民共和国政治人物，曾任福建省人民委员会副省长，福州大学校长，福建省革命委员会副主任，福建省政协副主席，福建省人大常委会副主任，第六、七届全国人大代表。